# Argela
Argela is een plaats (freguesia) in de Portugese gemeente Caminha en telt 435 inwoners (2001).

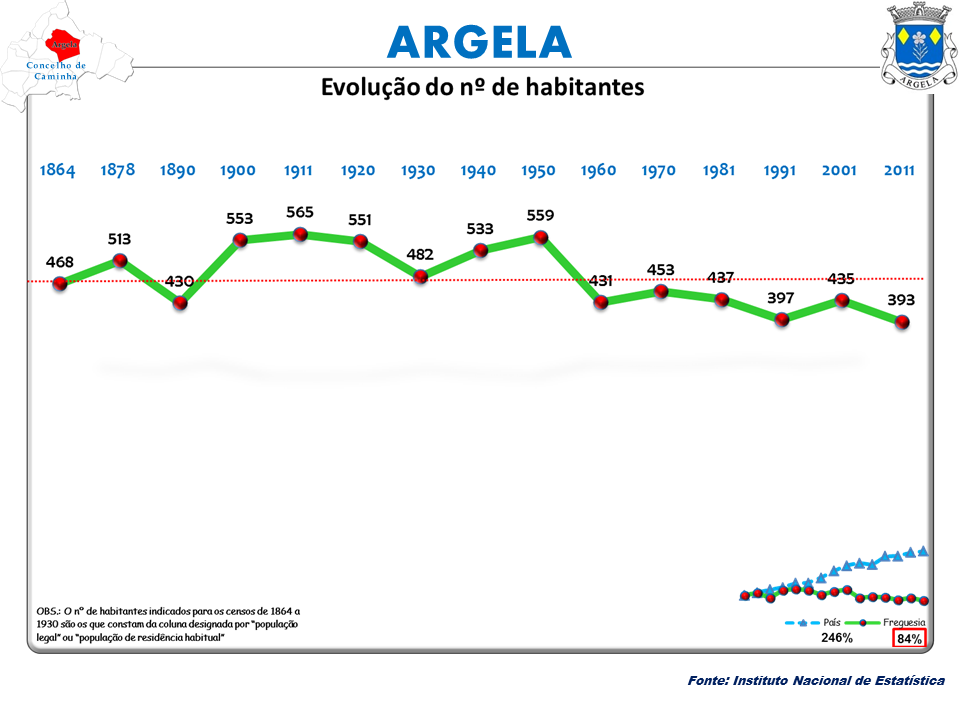
Bevolkingsontwikkeling tussen 1864 en 2011